# NGC 6481
NGC 6481 ist ein kleiner offener Sternhaufen oder ein Asterismus im Sternbild Schlangenträger, bei dem die hellsten vier Sterne eine Linie bilden. Er wurde am 21. August 1859 von Christian Peters entdeckt.